# Anagni
Anagni est une commune italienne d'environ 21 150 habitants, située dans la province de Frosinone, dans la région Latium, en Italie centrale. Elle est connue pour être la cité des papes – quatre d'entre eux y sont nés, Innocent III, Alexandre IV, Grégoire IX et Boniface VIII – et pour avoir longtemps été un siège de la papauté. Le nom d'Anagni est plus particulièrement lié aux mésaventures du pape Boniface VIII et à l'épisode connu comme l'attentat d'Anagni.

## Géographie

### Localisation et situation
La ville est à 61 km du centre de Rome (42 km du G.R.A.), 166 km de Naples et 28 km de Frosinone. Avec ses 113 km2 de superficie, Anagni est la deuxième commune de la province, ainsi que l'une des plus importantes par la population. Elle est également à la tête de l'un des quatre secteurs statistiques et administratifs dans lesquels la province de Frosinone a été partagée en 2003.
Anagni est situé sur une colline de la vallée de Sacco, dans le sud-est du Latium, à 424 mètres d'altitude. Le territoire municipal traverse entièrement la vallée, depuis les monts Herniques, où il atteint son point culminant à 900 mètres d'altitude, le monte Porciano, jusqu'aux pentes des monts Lépins. La grande zone industrielle de la ville se développe le long de la plaine, à l'exception de la réserve boisée appelée macchia di Anagni, qui s'étend sur quelques centaines d'hectares et chevauche également les territoires des communes de Ferentino, Sgurgola et Morolo.

### Hameaux de la commune d'Anagni
Les principaux hameaux et lieux-dits de la commune sont Anagni Scalo et Osteria della Fontana.

### Communes limitrophe
Anagni est bordé par Acuto, Ferentino, Fumone, Gavignano, Gorga, Montelanico, Paliano, Piglio et Sgurgola.

## Histoire

### Préhistoire
L'industrie archaïque sur galet du site de Colle Marino est comparée à celle de Arce et Fontana Liri. Elle est datée à plus de 700 000 ans.
Le site est voisin de deux autres sites préhistoriques : Fontana Ranuccio, à environ 458 000 ans ; et Nocicchio, lui aussi vieux de plus de 700 000 ans.

### Traité d'Anagni
Le traité d'Anagni, qui n'était qu'un avenant au traité de Tarascon de 1291, fut signé le 20 juin 1295 sur l'initiative du pape Boniface VIII, pour mettre un terme à la guerre opposant l'Aragon-Catalogne à la France au sujet de la Sicile.

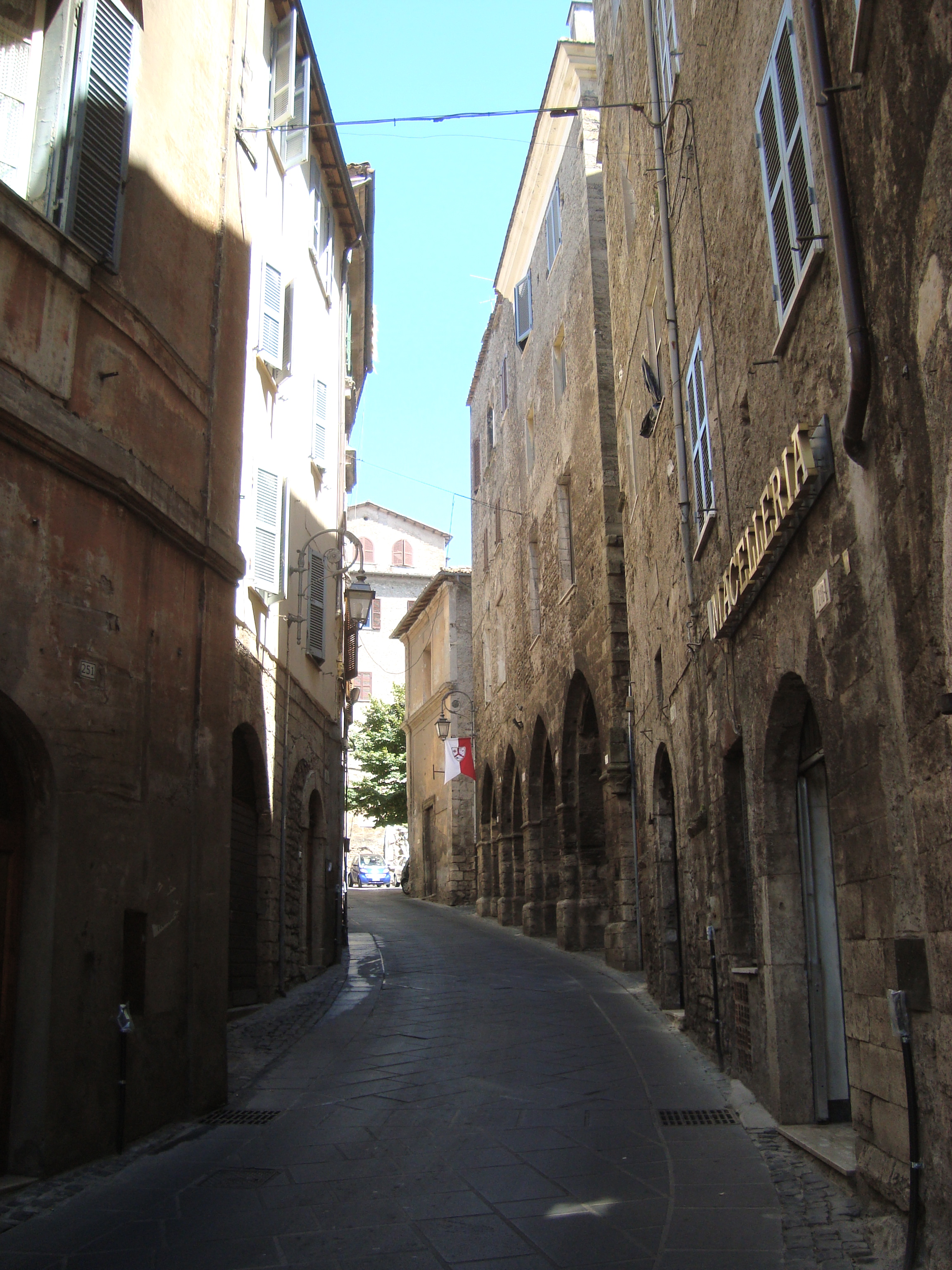
Via Vittorio-Emanuele et ses maisons médiévales.

### Attentat d'Anagni

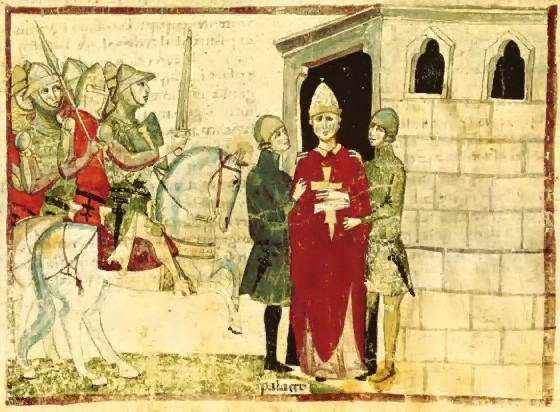
L'arrestation de Boniface VIII.

Le 8 septembre 1303, une délégation française, envoyée par le roi Philippe le Bel, menée par Guillaume de Nogaret et accompagnée des Colonna, investit les appartements du pape Boniface VIII et lui notifie son acte d'accusation devant un concile œcuménique. Il est libéré des mains des Français le lendemain par la population, et meurt un mois plus tard, le 11 octobre 1303. Cet événement est souvent appelé l'attentat d'Anagni.
C'est au XIXe siècle que prit naissance le mythe affirmant que Sciarra Colonna aurait giflé le pape. En réalité, aucun témoin contemporain ne parle de cette « gifle », qui est plus une métaphore qu'un acte historique réel.

### Déclin d'Anagni
Le déplacement de la cour papale à Avignon marque pour Anagni le début d'une longue période de décadence qui dura jusqu'au XVe siècle.
La ville fut pillée par les troupes du duc Werner von Urslingen en 1348, devenant ruinée et dépeuplée. En 1556, Anagni fut un champ de bataille dans le conflit opposant le pape Paul IV et le roi Philippe II d’Espagne quand elle fut assiégée par l'armée espagnole sous les ordres du duc d'Albe.

## Évolution démographique
Habitants recensés

## Administration
| Période                                  | Période  | Identité        | Étiquette                                    | Qualité |
| ---------------------------------------- | -------- | --------------- | -------------------------------------------- | ------- |
| 2018                                     | En cours | Daniele Natalia | Frères d'Italie, Ligue du Nord, Forza Italia |         |
| Les données manquantes sont à compléter. |          |                 |                                              |         |

## Culture

### Monuments et patrimoine
- La cathédrale Santa Maria et le complexe du palais pontifical datant du XIe siècle.
- Le palazzo della Ragione et ses arcades construit par l'architecte Jacopo da Iseo à partir de 1163 et abritant la mairie.
- La casa Barnekow.

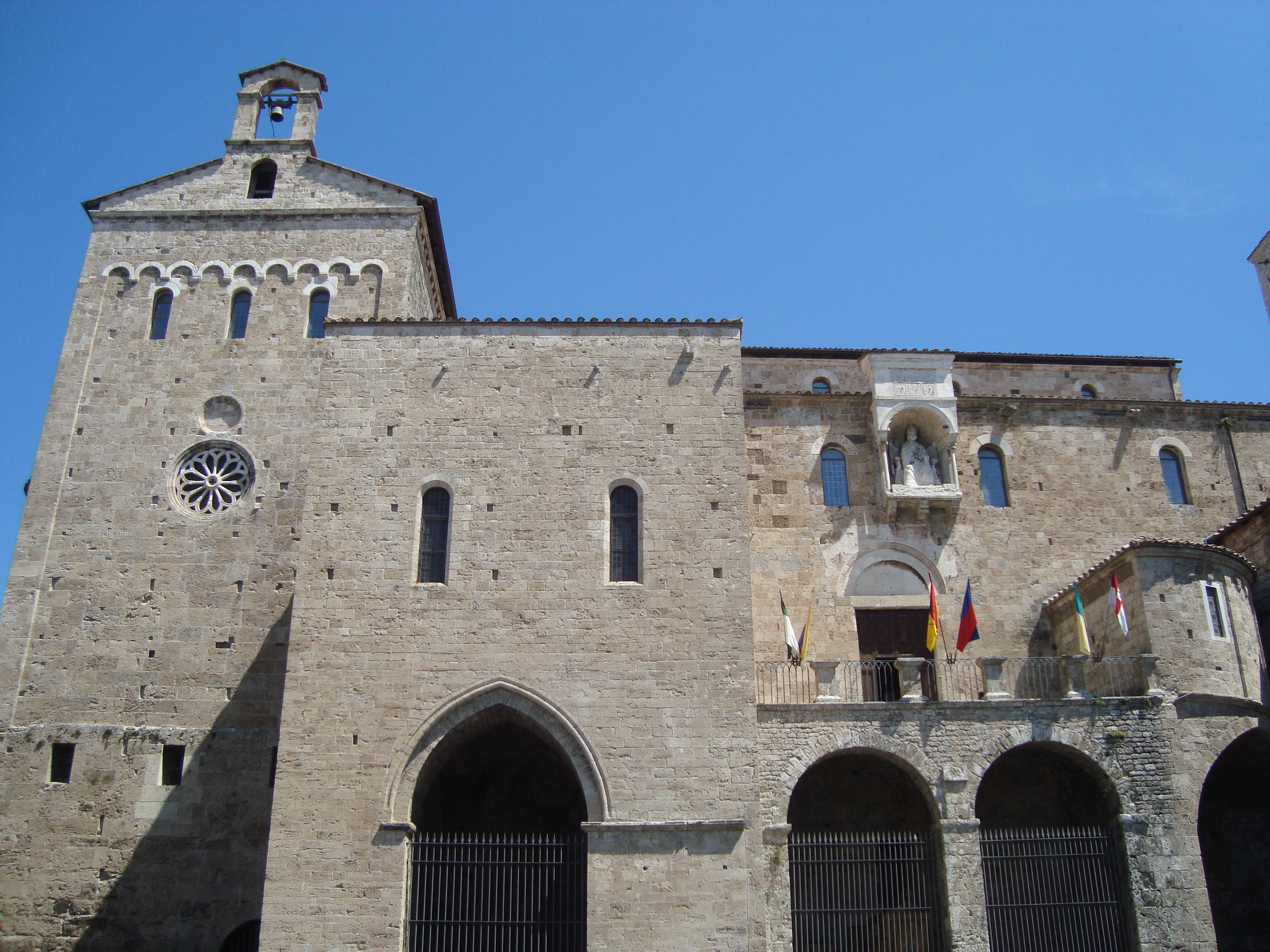
Cathédrale Santa Maria, vue latérale.
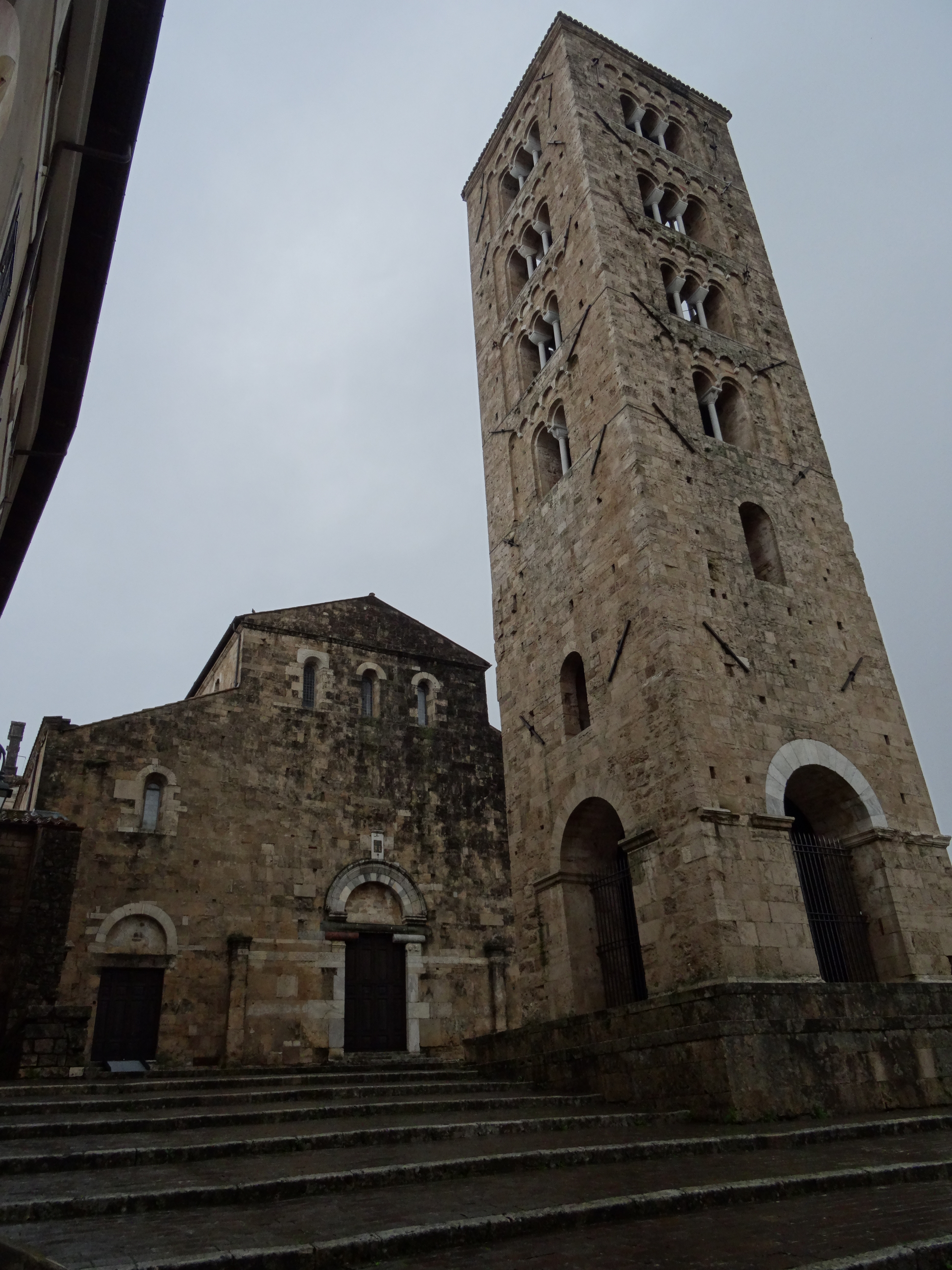
Cathédrale, façade et campanile.
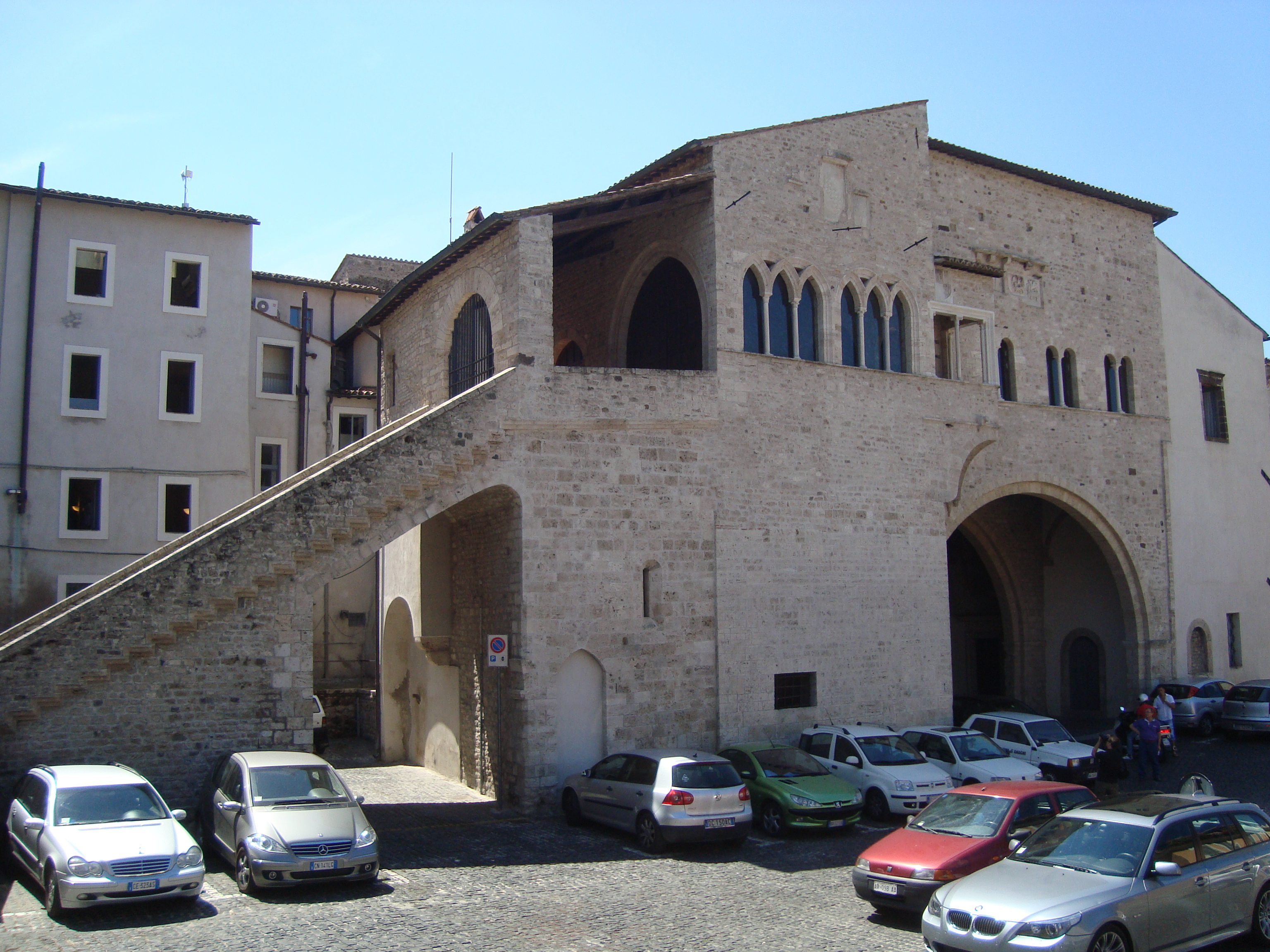
Le palazzo della Ragione.
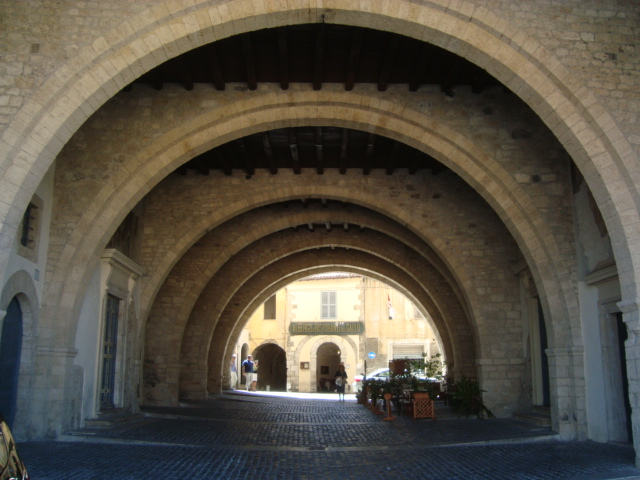
Les voûtes du palazzo della Ragione.
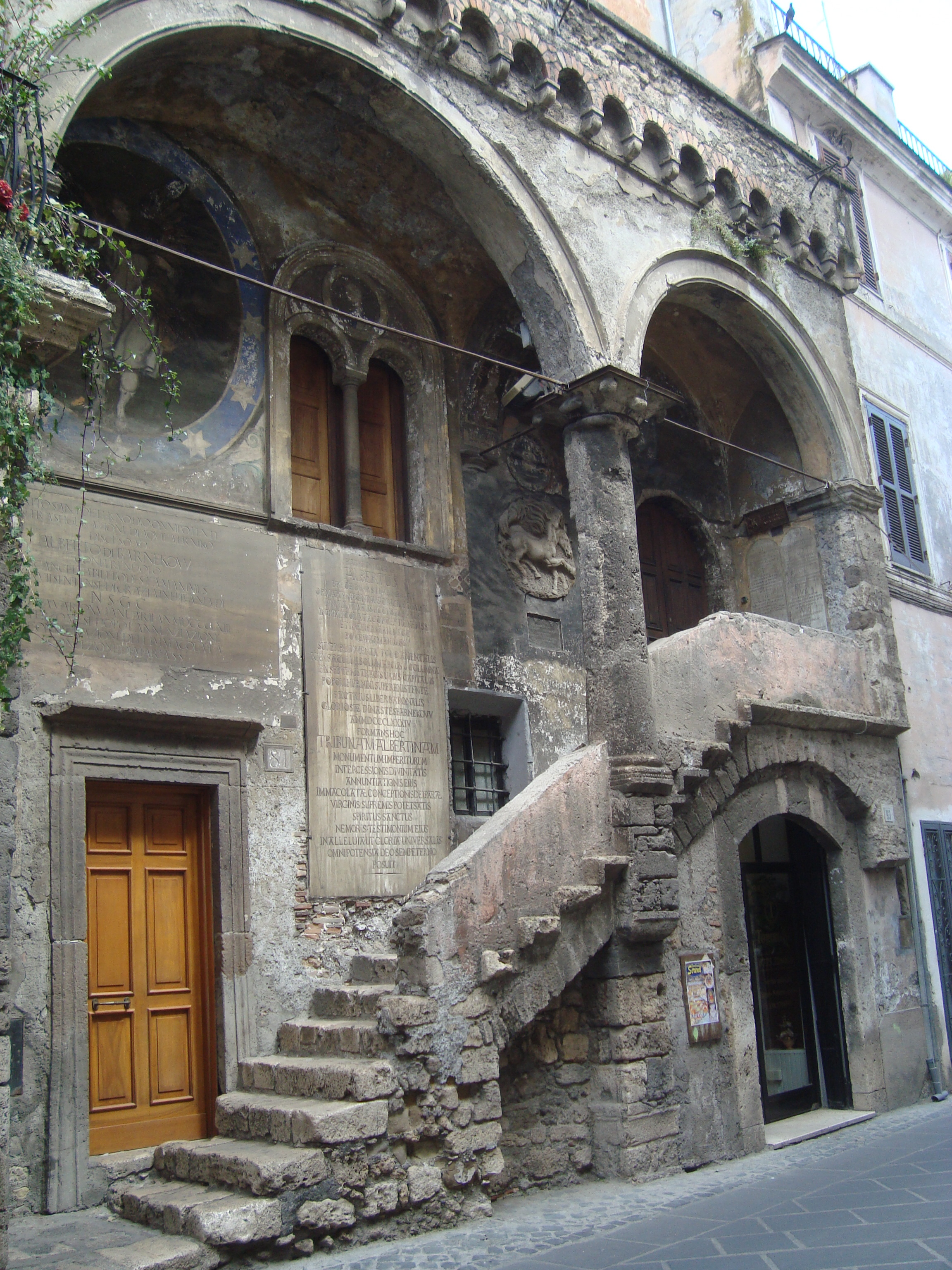
La Casa Barnekow.
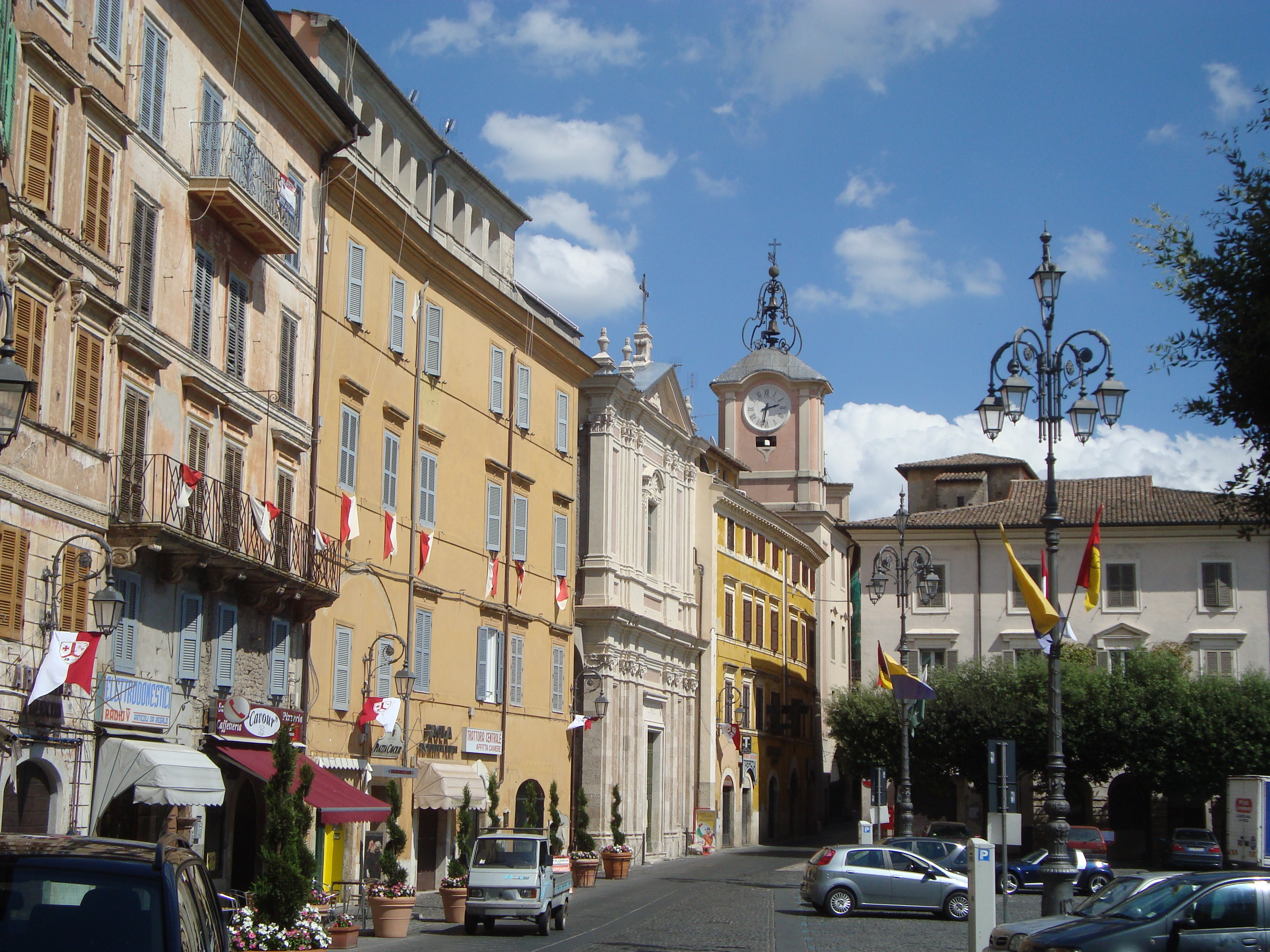
Piazza Cavour.

## Personnalités liées à la commune
- Magne d'Anagni, évêque de la ville au IIIe siècle, et martyr.
- Grégoire IX (1145-1241), pape.
- Alexandre IV (1199-1261), pape.
- Pierre d'Anagni, issu de la famille princière de Salerne, évêque d'Anagni, apocrisiaire (notaire ecclésiastique) à Constantinople ; saint catholique célébré le 3 août[7].
- Benedetto Caetani (vers 1235 - 1303), futur pape Boniface VIII, né à Anagni.
- Filippo Coletti (1811–1894), célèbre chanteur verdien, né et mort à Anagni.
- Enrico Sibilia (1861–1948), cardinal et nonce apostolique en Autriche (en), né à Anagni.